# Dionda diaboli
Dionda diaboli är en fiskart som beskrevs av Hubbs och Brown, 1957. Dionda diaboli ingår i släktet Dionda och familjen karpfiskar. IUCN kategoriserar arten globalt som sårbar. Inga underarter finns listade i Catalogue of Life.